# نجوان درویش
نجوان درویش (عربی: نجوان درويش؛ زاده: ۸ دسامبر ۱۹۷۹) شاعر ، منتقد و روزنامه‌نگار فلسطین از قدس است.

## آثار
اولین کتاب شعر نجوان، آخرین دری که زده شد، در سال ۲۰۰۰ توسط مؤسسه مطالعات و انتشارات عربی در بیروت منتشر شد. مجموعه‌ای از اشعار او به بیش از ۱۰ زبان ترجمه شده‌است. در سال ۲۰۱۴، مجموعه‌ای از اشعار وی توسط کریم جیمز ابو زید به زبان انگلیسی ترجمه شد و تحت عنوان «چیزی از دست نخواهم داد» توسط کتابخانه نیویورک ریویو باکس منتشر شد و در میان بهترین نسخه‌های ۲۰۱۴ آمریکا توسط NPR انتخاب گردید.
علاوه بر شعر، از درویش نوشته‌های فکری و انتقادی و همچنین مجموعه‌ای از سخنرانی از جمله سخنرانی «تصویر اسرائیل در تخیل عرب» در بیروت در سال ۲۰۰۸ و همچنین «بعد از اسلو یک روشنفکر فلسطینی باش» در «خانه ادبیات» در اسلو در سال ۲۰۰۹ و تعدادی دیگر کتاب و سخنرانی به ترجمه فرانسوی نیز در دست می‌باشد.

## جوایز
به اشعار نجوان در سال ۲۰۰۹ جوایز عربی و بین‌المللی از جمله جایزه «بیروت ۳۹» که به ۳۹ نویسنده برتر عرب که زیر ۳۹ سال داشته باشند تعلق می‌گیرد؛ تعلق گرفت، و جایزه شرق و غرب چین و شاعران بین‌المللی در سال ۲۰۱۴ را به دست آورد.

## فعالیت‌ها
نجوان درویش در راه‌اندازی مجموعه‌ای از پروژه‌های فرهنگی و هنری در داخل فلسطین و خارج از کشور، از جمله مجله «از و بسوی» به عنوان سردبیر شرکت داشته و مشاور ادبی جشنواره ادبیات فلسطین پالفست (PalFest) و رئیس بخش فرهنگی روزنامه عربی جدید لندن بود.

## کتاب‌ها
- درب آخر را می‌زده‌است (۱۹۹۹)
- «روزی خواهم ایستاد»، به زبانهای عربی و فرانسوی (۲۰۱۲)
- «چیزی از دست نخواهم داد» بزبان انگلیسی (۲۰۱۴)
- پیام‌هایی از روئیدنی‌های زمین (۲۰۱۰)